# Бедеуць
Бедеуць, Бедеуці (рум. Bădeuți) — село у повіті Сучава в Румунії. Адміністративно підпорядковане місту Мілішеуць.

## Розташування
Село заходиться на відстані 374 км на північ від Бухареста, 26 км на північний захід від Сучави, 140 км на північний захід від Ясс.

## Історія
За переписом 1900 року в селі Бадевць Німецький Радівецького повіту були 68 будинків, проживали 372 мешканці: 2 румуни, 354 німці, 16 євреїв, а в селі Бадевць Румунський Радівецького повіту були 212 будинків, проживали 997 мешканців: 5 українців, 977 румунів, 15 німців.

## Населення
За даними перепису населення 2002 року у селі проживали 1464 особи, з них 1462 особи (99,9%) румунів. Рідною мовою 1463 особи (99,9%) назвали румунську.